# شارل کوتن
شارل کوتن (به فرانسوی: Charles Cotin) شاعر قرن هفدهم میلادی اهل فرانسه است.